# Annika von Hausswolff
Annika Elisabeth von Hausswolff, född Söderholm 30 oktober 1967, är en internationellt uppmärksammad svensk fotokonstnär.

## Biografi
Mellan 1984 och 1987 var Annika von Hausswolff medlem i punkbandet Cortex. Hon jobbade som praktikant på Radium 226.05 i Göteborg och som assistent åt fotografen Tom Benson Samtidigt började hon fotografera artister som var kopplade till Radium. Därefter studerade hon på Sven Winquists fotoskola i Göteborg 1987, Konstfack i Stockholm 1991–1994 och Kungliga Konsthögskolan i Stockholm 1995–1996.
Hon har ofta arbetat med noggrant iscensatta fotografier. Sitt genombrott fick hon med bildsviten Tillbaka till naturen, som består av en serie fotografier av nakna kvinnokroppar som ligger stilla i naturen, inspirerade av brottsplatsfotografier och som första gången visades på utställningen Overground - Världsutställningen 1993 på Göteborgs Konsthall. Hennes bilder problematiserar vår syn på kroppen, kön och befintliga maktstrukturer. Ett annat viktigt verk är Hey Buster! What Do You Know about Desire? från 1995.
Genomgående i hennes konst märks hennes intresse för patriarkala strukturer, kriminologi, det undermedvetna, den fotografiska bilden och fotografiska optiska och kemiska processer.
Hon har bland annat haft soloutställningar på Statens Museum for Kunst i Köpenhamn, Konsthallen-Bohusläns Museum i Uddevalla, Norrköpings Konstmuseum i Norrköping, Baltic Art Center i Visby och Hasselblad center i Göteborg. År 1999 representerade hon Sverige vid Venedigbiennalen. Hon fick Edstrandska stiftelsens stipendium 1998, Sten A Olssons kulturstipendium 2008 och Per Ganneviks stipendium 2013. Hausswolff är representerad vid bland annat Göteborgs konstmuseum, Norrköpings konstmuseum, Västerås konstmuseum och Konstmuseet i Skövde.
Annika von Hausswolff är adjungerad professor på Högskolan för fotografi vid Göteborgs universitet. Hon är tillsammans med Jonatan Habib Engqvist och Lars-Erik Hjertström Lappalainenen redaktör för online tidskriften Tsnok.se.